# Emplocia fleximargo
Emplocia fleximargo là một loài bướm đêm trong họ Geometridae.